# جيرارد ميرفي
جيرارد ميرفي (بالإنجليزية: Gerard Murphy) (و. 1955 – 2013 م) هو ممثل، من جمهورية أيرلندا، توفي في كامبريدج، عن عمر يناهز 58 عاماً بسبب سرطان البروستاتا.

## التعليم
تعلم في جامعة الملكة في بلفاست.

## وصلات خارجية
- جيرارد ميرفي على موقع IMDb (الإنجليزية)
- جيرارد ميرفي على موقع ميوزك برينز (الإنجليزية)
- جيرارد ميرفي على موقع قاعدة بيانات الفيلم (الإنجليزية)